# 荒木優里 (アナウンサー)
荒木 優里（あらき ゆり、1990年7月26日 - ）は、ジョイスタッフ所属のフリーアナウンサー。元テレビ埼玉契約アナウンサー。

## 来歴・人物
- 福岡県田川郡香春町出身。香春町立香春中学校、福岡県立田川高等学校[3][4]、慶應義塾大学法学部法律学科卒業[1]。
- 2013年、瀬戸内海放送の子会社であるキャストKSBパートナーズへ入社。
- 2017年3月、キャストKSBパートナーズを退社。ジョイスタッフへ転籍し、同年4月よりテレビ埼玉（テレ玉）の契約アナウンサーとなる[5]。
- 2017年度のテレ玉にはKSBの先輩の早川茉希も在籍をしており、元KSB同士の共演もしていた。
- 2018年4月に荒木以外のテレ玉アナウンサーが総入れ替えをした為、2年目で早くもテレ玉アナウンサーで古株となった。
- 早川より受け継いだ『情報番組 マチコミ』の中継では毎回冒頭に手を振りながら明るく名乗る事が恒例となっていた。
- 2019年10月より、埼玉県警察草加警察署の「さわやか広報大使」を務めている[6]。本来は1年間の任期であったが、就任から1年を迎えた2020年9月29日、2020年度末までの任期延長の委嘱状を受け取り[7]、2021年3月31日まで務めた[8]。
- 2022年3月末でテレ玉アナウンサーを退任[9][10]。歴代のテレ玉アナウンサー（正社員を除く）では過去最長の5年間務めた[注 1][11]。
- 2022年6月19日に結婚したことを発表した。[12]

## 過去の出演番組

### 瀬戸内海放送時代
- KSBスーパーJチャンネル（2016年4月4日[13] - 2017年3月23日）月-木曜
- KSBニュースview
- FM香川 ステーションスポット

### テレビ埼玉時代
- ニュース1155（2018年4月 - 2022年3月）
  - 水・木曜キャスター（2018年4月〜9月）
  - 水曜キャスター（2018年10月〜2021年3月17日）
  - 月〜木曜日キャスター（2021年4月19日〜5月27日）
- ニュース545（2018年10月 - 2021年3月19日、火・木曜キャスター）
- ニュース930（2017年4月 - 2021年4月14日）
  - 月〜木曜日キャスター（2017年4月〜2018年3月）
  - 火・木曜キャスター（2018年4月〜2018年9月）
  - 木曜キャスター（2018年10月〜2020年3月）
  - 火曜キャスター（2020年4月〜2021年3月16日）
  - 月〜木曜キャスター（2021年3月22日〜4月14日）
  - 月〜木曜キャスター（2021年5月31日〜9月10日）
- 情報番組 マチコミ（2017年4月 - 2022年3月）
  - 金曜パーソナリティ（2021年4月9日〜2022年3月25日）
水・金曜の中継を担当する事が多かった。また2017年度、2018年度、2019年度、2020年度、2021年度[14]の各夏期1週間は代打で司会を担当した。
また、新型コロナウイルスの感染再拡大を受けて、政府が2021年1月7日に東京都・埼玉県・神奈川県・千葉県を対象に、2回目の緊急事態宣言を発令したことにより、同年1月14日から3月19日まで、制作スタッフとアナウンサーを2班体制に分けるため、木・金曜の司会を担当した[15]。また、2021年度より毎週金曜日のパーソナリティ「シークレットパーソナリティ」が廃止されたため、同年4月1日より原則、菅久のみの進行だったが、4月9日より金曜日にレギュラー出演していた[16][17][18]。
  - 埼玉県戦没者追悼式(2017年・2019年～2021年)[19][20][21][22]
  - セイコーモータースクール地域文化祭2017(司会・2017年11月19日)[23]
  - 平成29年度彩の国埼玉環境大賞(表彰式司会・2018年2月1日)[24]
  - 埼玉県民の日記念式典(司会・2018年～2020年)[25][26][27]
  - 浦和レッズ激励会(司会・2019年2月14日)[28]
  - 第60回 関東ブロック保育研究大会(司会・2019年7月3日)[29]
  - 特殊詐欺抑止バレンタインデーキャンペーン(司会・2020年2月3日、草加市松原団地西口公園)[30]
  - さいたま市誕生20周年記念番組『さいたま市ってどんなまち？』(2021年10月23日)[31][32][33]
  - 埼玉150周年記念式典(司会・2021年11月14日、埼玉会館)[34][35][36]
  - 埼玉オペラフェス 〜珠玉のオペラ名曲集〜 (司会・2021年12月23日、埼玉会館)[37]
  - 映画「信さん・炭坑町のセレナーデ」上映会 平山秀幸監督トークショーMC (2022年3月26日・飯塚市文化会館)[38][39]

### フリー
- よじごじDays (2022年6月3日、すみだ水族館VTRリポーター)[40]
- 「ただいま東京」キャンペーン記者会見(司会・2022年6月13日、羽田空港)[41][42]
- 情報番組 マチコミ 商店街からこんにちは (2022年6月28日、志木市・いろは商店会)[43]
- 惣田紗莉渚ファンミーティング2022 inさいたま(2022年6月30日、司会)[44]